# J. Valeš
J. Valeš war ein tschechoslowakischer Hersteller von Automobilen.

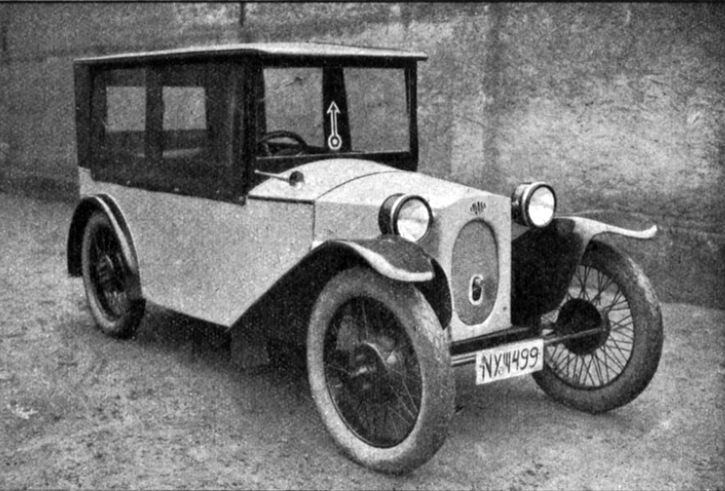
Vaja von 1929

## Unternehmensgeschichte
Jaroslav Valeš gründete 1928 das Unternehmen in Prag-Kobylisy zur Produktion von Automobilen. Der Markenname lautete Vaja (Valeš Jan) 1929 endete die Produktion. Andere Quellen nennen 1929 oder 1929 bis 1930 als Bauzeit. Insgesamt entstanden 30 bis 40 Fahrzeuge.

## Fahrzeuge
Das Unternehmen stellte Cyclecars und Kleinwagen her.
Im kleineren Modell sorgte ein luftgekühlter Zweizylindermotor von Itar mit 746 cm³ Hubraum und 12 PS Leistung für den Antrieb. Das Leergewicht betrug 340 kg. Die Höchstgeschwindigkeit war mit 60 km/h angegeben.
Das größere Modell war erfolgreicher. Hier trieb ein V2-Motor von J.A.P. mit 996 cm³ Hubraum das Fahrzeug an. Dieses Modell kostete ab 18.000 Tschechoslowakische Kronen. Das Leergewicht betrug 360 kg. Die Höchstgeschwindigkeit war mit 76 km/h angegeben. Im Angebot standen zwei- bis dreisitzige Roadster sowie eine zweitürige, dreisitzige Limousine. Die Karosserie bestand aus einem Holzgerippe mit Kunstlederbespannung. Lediglich die Kotflügel bestanden aus Stahl.